# Kyle McClellan
Pour les articles homonymes, voir McClellan.
Kyle William McClellan (né le 12 juin 1984 à Florissant Missouri, États-Unis) est un lanceur droitier de baseball évoluant en Ligue majeure avec les Rangers du Texas.
Avec les Cardinals de Saint-Louis, il remporte la Série mondiale 2011.

## Carrière
Natif du Missouri, Kyle McClellan est drafté en 2002 par l'une des deux équipes du baseball majeur de cet État. Il est un choix de 25e ronde des Cardinals de Saint-Louis.
Après le camp d'entraînement du printemps 2008, McClellan décroche un poste de releveur avec les Cardinals et fait ses débuts dans les majeures le 1er avril. Lançant toute la saison avec l'équipe de Saint-Louis, il termine l'année avec une moyenne de points mérités de 4,04 en 68 sorties au monticule et 75 manches et deux tiers lancées. Son dossier victoires-défaites est cependant de 2-7. Exceptionnellement utilisé comme stoppeur, il réussit le 27 avril son premier sauvetage en carrière, et son seul de la saison, dans un gain des Cardinals sur les Astros de Houston.
Le lanceur droitier progresse au cours des deux saisons suivantes : il abaisse sa moyenne de points mérités à 3,38 en 2009, puis à seulement 2,27 en 2010, chaque fois effectuant plus de 60 sorties en relève. Il joue pour la première fois en séries éliminatoires dans la Série de division de la Ligue nationale 2009 entre les Cardinals et les Dodgers de Los Angeles, accordant un coup sûr et un but-sur-balles en deux tiers de manche.
En 2011, il est utilisé comme lanceur partant pour la première fois depuis le début de sa carrière dans les majeures. Les Cardinals étant privés de leur partant Adam Wainwright pour toute l'année à la suite d'une intervention chirurgicale, McClellan est ajouté à la rotation en début de saison. Il y demeure jusqu'à la fin juillet, effectuant 17 départs au total. Il remporte ses 5 premières décisions et 6 de ses 7 premières, avant d'encaisser 5 revers consécutifs. Après l'acquisition d'Edwin Jackson en provenance de Toronto, McClellan retourne à l'enclos de relève. Il termine la saison régulière avec une fiche victoires-défaites de 12-7 et une moyenne de points mérités de 4,19. Il ne lance qu'une seule manche en séries éliminatoires mais est sacré champion de la Série mondiale 2011 avec Saint-Louis.
McClellan affiche une moyenne de points mérités de 5,30 en 18 manches et deux tiers lancées en relève pour Saint-Louis, pour qui il effectue 16 présences au monticule en 2012. Il devient agent libre après avoir été libéré de son contrat le 13 novembre suivant.
Le 15 janvier 2013, McClellan signe un contrat des ligues mineures avec les Rangers du Texas.

## Vie personnelle
McClellan est père d'une fillette, Olivia Grace, née en 2011.

## Statistiques
| Saison | Équipe   | G   | GS | CG | SHO | V | D  | SV | IP    | SO  | ERA  |
| ------ | -------- | --- | -- | -- | --- | - | -- | -- | ----- | --- | ---- |
| 2008   | St-Louis | 68  | 0  | 0  | 0   | 2 | 7  | 1  | 75.2  | 59  | 4,04 |
| 2009   | St-Louis | 66  | 0  | 0  | 0   | 4 | 4  | 3  | 66.2  | 51  | 3,38 |
| 2010   | St-Louis | 68  | 0  | 0  | 0   | 1 | 4  | 2  | 75.1  | 60  | 2,27 |
| Totaux | Totaux   | 202 | 0  | 0  | 0   | 7 | 15 | 6  | 217.2 | 170 | 3,23 |

Note : G = Matches joués ; GS = Matches comme lanceur partant ; CG = Matches complets ; SHO = Blanchissages ; 
V = Victoires ; D = Défaites ; SV = Sauvetages ; IP = Manches lancées ; SO = Retraits sur des prises ; ERA = Moyenne de points mérités.